# Emilie Flygare-Carlén
Emilie Flygare-Carlén (née Smith; le 8 août 1807, Strömstad – 5 février 1892, Stockholm) est une romancière suédoise.

## Biographie
Emilie Smith grandit dans l'archipel de Bohuslän. Son père, Rutger Smith, est un ancien capitaine de marine établi comme petit marchand; Émilie l'accompagne souvent dans ses voyages le long de la côte. Elle est ainsi en contact fréquent avec les marins du folk, les pêcheurs et les contrebandiers qui peupleront ses histoires. 
À l'âge de vingt ans, elle épouse un médecin local, Axel Flygare, et part avec lui pour vivre dans le comté de Kronoberg. Elle devient veuve en 1833, retourne vivre dans son ancienne maison, et décide de se consacrer à la littérature,,.
Elle se fiance en 1834 à un jeune avocat J. R. Dalin, qui meurt d'une fièvre en novembre 1835.
Elle déménage à Stockholm en 1839. En 1841, elle épouse un avocat, publiciste et poète de la ville, Johan Gabriel Carlén (1814-1875),,. Sa maison devient un lieu de rencontre pour les écrivains de Stockholm, et pendant douze ans, elle écrit un ou deux romans par an. La mort prématurée de son fils Edvard Flygare (1829-1853), écrivain prometteur qui avait déjà publié trois livres, est suivie de six ans de silence, après quoi Émilie reprend son œuvre, jusqu'en 1884.
Émilie Flygare-Carlén a fondé des dotations de bienfaisance pour venir en aide aux étudiants et enseignants, ainsi qu'aux pêcheurs et leurs veuves.  
Elle est surtout connue sous le nom composé Flygare-Carlén. Sa fille, Rosa Carlén (1836-1883), est aussi une romancière populaire.

### Mort
Elle meurt à Stockholm le 5 février 1892.

## Publications
Son premier roman, Valdemar Klein, est publié en 1838. Dans plusieurs romans ultérieurs, tels que Rosen på Tistelön (La Rose de Tistelön, 1842), Pål Värning, Enslingen på Johannisskäret (L'Ermite, 4 vols., 1853), Jungfrutornet, et Ett köpmanshus je "skärgården" (Le Marchand de la Maison sur la falaise, 1859), elle s'inspire de la vie dans l'archipel et la mer, bien que les romans comme Fosterbröderna, Fideikommisset, Ett år, En nyckfull kvinna, Kamrer Lassman, et Vindskuporna prennent place dans les classes moyennes et supérieures.
Ses romans ont été publiés en 31 volumes (Stockholm, 1869-1875). En 1878, elle publie une autobiographie, Minnen af svenskt författarlif 1840-1860 (Réminiscences de la vie littéraire suédoise). Elle a été traduite en danois, norvégien, allemand, russe, français, anglais, italien, néerlandais, hongrois et tchèque. Elle est la romancière suédoise la plus lue de son époque.
En 2007, Valancourt Livres édite une nouvelle édition savante anglaise de La Coupe magique (Kyrkoinvigningen je Hammarby, 1841), édité par Amy H. Sturgis.

## Bibliographie

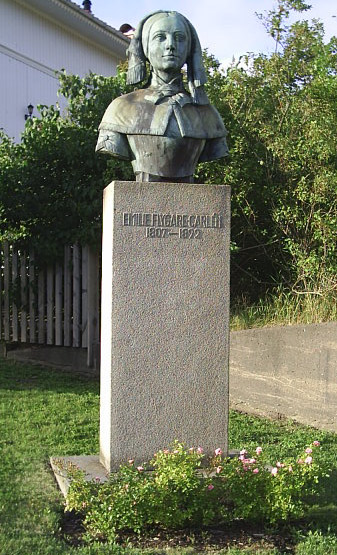
Buste de Emilie Flygare-Carlén dans Strömstad

### Ouvrages et nouvelles traduits en français
- Les Smogglers suédois  (trad. du suédois par F. Coquille), Paris, rue Grange-Batelière, 1845, 288 p. (lire en ligne)
- « Une Simple histoire de village »  (trad. Xavier Marmier), Les perce-neige : nouvelles du Nord, Paris, Garnier frères,‎ 1854, p. 265-297 (lire en ligne)
- Un an de mariage  (trad. du suédois par Charles Flor O'Squarr), Bruxelles, Kiessling, Schnée et Comp., 1854, 170 p.
- Le fidéicommis, Liége, Desoer, 1855
- Six semaines [« Inom sex veckor »]  (trad. du suédois par Auguste Couvreur), Bruxelles, Kiessling, 1855, 250 p. (lire en ligne)
- La Famille de la vallée : Mlle Nanny  (trad. du suédois par Charles Flor O'Squarr), 1856, 238 p.
- Alma ou La Fiancée de l'Omberg, Bruxelles, Schnée, 1858, 226 p.
- Les Frères de lait, Bruxelles, Schnée, 1858
- L'Héroïne de roman : nouvelle  (trad. du suédois par Mathilde Dandely), 1858
- Gustave Lindorm  (trad. du suédois par R. Ebingre), Bruxelles, Schnée, 1859
- Une Femme capricieuse  (trad. du suédois par Rosalie Du Puget), Paris, Librairie de l'Association pour la propagation et la publication des bons livres, 1859
- La Tour de la Vierge  (trad. du suédois par Charles Flor O'Squarr), 1860
- Le Tuteur, Leipzig, Dürr, 1860
- La Rose de Tistelön : récit des côtes de Suède, Berne, Körber, 1876, 468 p.
- Le Solitaire du rocher de la Vierge, Berne, Körber, 1876
- La Douleur d'une femme  (trad. du suédois par Xavier Marmier), 1882